# Jeon So-nee
Jeon So-nee (en hangul: 전소니; nacida el 20 de marzo de 1991) es una actriz surcoreana.

## Biografía
La madre de Jeon So-nee es Ko Jae-sook, del dúo musical de K-pop de los años 70 Bunny Girls.
Se graduó en el Instituto de las Artes de Seúl.

## Carrera
Forma parte de la agencia Management SOOP.
Jeon So-nee debutó en 2014 en el cortometraje independiente Photo, mientras estudiaba en el Departamento de Programas de Entretenimiento en el Instituto de Artes de Seúl. Decidió convertirse en actriz mientras trabajaba en cortometrajes con especialización en cine durante la universidad. En enero de 2018 fue seleccionada como una de las nuevas actrices más notables del año, en el número 1140 de Cine 21.
Jeon se dio a conocer con su papel en el reparto de la serie Encuentro como amiga de Park Bo-gum.
En 2019 protagonizó dos películas: Jo Pil-ho: el despertar de la ira, con el personaje de Mi-na, una estudiante de secundaria que acaba implicada en una trama de corrupción, y la película de fantasía Ghost Walk, con el personaje de Hyo-yeon, una joven que quiere vivir como un fantasma.
En abril de 2020 obtuvo su primer papel protagonista en televisión en la serie de tvN When My Love Blooms, junto a Yoo Ji-tae, Lee Bo-young y Park Jin-young. Su personaje es el de Yoon Ji-soo en su juventud, cuando es una estudiante de piano que entra en la universidad en los primeros años 90. En julio de 2020, Jeon fue confirmada para protagonizar la versión coreana de la película china Soulmate junto a Kim Da-mi y Byeon Woo-seok, cuyo rodaje estaba previsto que empezara al mes siguiente. La película se estrenó el 15 de marzo de 2023.
Jeon So-nee también posó para el número de agosto de 2020 de la revista de moda Marie Claire. El 31 de diciembre del mismo año fue confirmada como la protagonista femenina de la obra de KakaoTV Writing Your Destiny, junto a Ki Do-hoon.
A principios de 2023 protagonizó el drama romántico de época Our Blooming Youth, de tvN, con el personaje de Jae-yi, una joven acusada de asesinato que intenta demostrar su inocencia, y en abril del año siguiente fue también protagonista de la serie de ciencia ficción y terror Parasyte: los grises, de Netflix.

## Filmografía

### Series de televisión
| Año     | Título                  | Papel                | Canal       | Notas                     | Ref.          |
| ------- | ----------------------- | -------------------- | ----------- | ------------------------- | ------------- |
| 2016    | Deux Yeoza              |                      | 72secondsTV |                           |               |
| 2016    | 72 Seconds: Season 3    |                      | 72secondsTV |                           |               |
| 2016    | Horror Delivery Service |                      |             |                           |               |
| 2018-19 | Encuentro               | Jo Hye-in            | tvN         |                           | [ 5 ] [ 18 ]  |
| 2020    | When My Love Blooms     | Yoon Ji-soo de joven | tvN         |                           | [ 19 ]        |
| 2021    | Writing Your Destiny    | Go Go-kyung          | TVING       | Serie web                 | [ 20 ]        |
| 2021    | Dr. Brain               | Reportera            | Apple TV+   | Aparición especial, ep. 1 |               |
| 2023    | Our Blooming Youth      | Min Jae-yi           | tvN         |                           | [ 21 ] [ 22 ] |
| 2024    | Parasyte: los grises    | Jung Soo-in          | Netflix     | Serie web                 | [ 23 ] [ 17 ] |
| 2025    | Luces, cámara, ¡amor!   | Son Joo-ah           | Netflix     | Serie web en 10 episodios | [ 24 ] [ 25 ] |

### Películas
| Año  | Título                            | Papel                          | Notas        | Ref.                 |
| ---- | --------------------------------- | ------------------------------ | ------------ | -------------------- |
| 2014 | Photo                             |                                | Cortometraje | [ 3 ]                |
| 2014 | Perfect Proposal                  | Vendedora de la tienda de lujo |              | [ 26 ]               |
| 2015 | Untouchable Lawmen                | Mujer devota                   |              | [ 27 ]               |
| 2016 | Juvenile Crime Law                | Bank clerk                     | Cortometraje |                      |
| 2016 | Write or Dance                    | So-nee                         |              | [ 28 ]               |
| 2017 | Space x Girl                      |                                | Cortometraje |                      |
| 2017 | An Algorithm                      | Yun-jeong                      |              |                      |
| 2018 | After My Death                    | Kyung-min                      |              |                      |
| 2019 | Jo Pil-ho: el despertar de la ira | Jang Mi-na                     |              | [ 7 ] [ 29 ]         |
| 2019 | Ghost Walk                        | Yoo Hyo-yeon                   |              | [ 7 ]                |
| 2023 | Soulmate                          | Ha-eun                         |              | [ 30 ] [ 31 ] [ 32 ] |

### Vídeos musicales
| Año  | Título                              | Intérprete | Ref. |
| ---- | ----------------------------------- | ---------- | ---- |
| 2016 | "어떻게 생각해" (How Do You Think?) | Cheeze     |      |

## Premios y nominaciones
| Año  | Premio                     | Categoría                 | Papel                             | Resultado | Ref.   |
| ---- | -------------------------- | ------------------------- | --------------------------------- | --------- | ------ |
| 2019 | 19th Director's Cut Awards | Actriz revelación del año | Jo Pil-ho: el despertar de la ira | Nominada  | [ 33 ] |
| 2020 | 7th Wildflower Film Awards | Mejor actriz de reparto   | Ghost Walk                        | Nominada  |        |